# Tomek i przyjaciele: Opowieść o odwadze
Tomek i przyjaciele: Opowieść o odwadze (ang. Thomas & Friends: Tale of the Brave) – film pełnometrażowy serialu Tomek i przyjaciele. W Wielkiej Brytanii film animowany, niebieskiej lokomotywy. W Polsce film został również wydany na płycie DVD. Premiera filmu w Wielkiej Brytanii miała miejsce w 2014 roku, a w Polsce rok później.

## Fabuła
Pewnej jesieni linia Tomka zostaje zamknięta z powodu prac konserwatorskich i niebieska lokomotywa zostaje skierowana do pracy w fabryce porcelany. Tomek przyjeżdża do fabryki, ale nikogo tam nie zauważa. Wkrótce dostrzega jednego z bliźniaków i zaczyna go gonić. Trafia do drugiej części fabryki. Szybko spotyka Wilusia i Benia. Bliźniacy postanawiają zrobić mu psikusa. Sprawiają, że ten podłącza się do wagonów pełnych glinki porcelanowej, które zaczyna ciągnąć. Tomek nie wie, że do drugiego końca pociągu został podłączony Tymek, lokomotywa pracująca w fabryce. O mały włos nie dochodzi do wykolejenia. Bliźniacy są zachwyceni. Wkrótce nadchodzi burza i zaczyna padać deszcz. Skały zaczynają spadać ze ścian kopalni na tory. Tomek wyjeżdżając z fabryki, zauważa na jednym z kamieni odcisk wielkiej stopy. Lokomotywa jest przekonana, że na wyspie Sodor jest potwór. Nagle w stronę Tomka zaczyna spadać lawina kamieni. Z pomocą przybywają mu Wiluś i Benio.
Następnego rana zawiadowca zwołuje zabranie, na które przyjeżdża wiele lokomotyw. Pan Szyneczka chwali Wilusia oraz Benia za ich odwagę i uratowanie Tomka. Wkrótce lokomotywy odjeżdżają. Tomek zostaje sam z Piotrusiem. Mówi mu co widział w fabryce porcelany. Ich rozmowę przerywa zawiadowca, który wysyła Tomka do portu. Niebieska lokomotywa odjeżdża, myśląc o śladach potwora.
Tomek jedzie w stronę portu, ale po drodze zagląda do fabryki porcelany, aby jeszcze raz zobaczyć ślady potwora. Poznaje Mariankę, koparkę parową, która wraz z Tymkiem jest zajęta zbieraniem skał, które podczas burzy spadły na tory. Na jednej z tych skał widnieje drugi ślad wielkiej stopy, ale nikt tego nie zauważa. Tomek chce zobaczyć ślady potwora, ale Marianka mu na to nie pozwala, twierdząc, że po lawinie to jest zbyt niebezpieczne.
Tomek przyjeżdża do portu, gdzie spotyka Piotrusia, który jest przejęty tym co usłyszał od przyjaciela. Wkrótce Piotruś wyrusza w drogę z pociągiem towarowym. Wkrótce pojawia się mgła. Nagle Piotruś zauważa w oddali dziwny kształt, zmierzający w jego stronę. Lokomotywa przypomina sobie słowa Tomka o wielkiej stopie i wpada w panikę. Ucieka przed potworem do portu. W porcie Piotruś spotyka kilku swoich przyjaciół. Porter ucieka, a inni czekają, aż z mgły wyłoni się potwór. Szybko okazuje się, że potwór to tak naprawdę nowa lokomotywa o kanciastych kształtach. Ma ona na imię Gerald, ale wszyscy wołają na niego Gator, gdyż przypomina aligatora. Przybysz okazuje się przyjazny.
Piotruś wciąż boi się potwora. Ze strachem prowadzi nocą pociąg pocztowy. Gdy kończy pracę, wyznaje Tomkowi, że boi się rozwozić nocą przesyłki. Prosi przyjaciela aby ten dostarczył pocztę za niego. Tomek się zgadza i szybko kończy pracę. Stanowczo mówi Piotrusiowi, że nie widział po drodze ani jednego potwora.
Tymczasem Kuba jest bardzo niezadowolony. Wszystkie inne lokomotywy dostały bowiem ciekawe i ważne zadanie, a on został skierowany do pracy na złomowisku. Na złomowisku Kuba poznaje przyjazny dźwig o imieniu Jaś. Kuba zauważa, że Jaś stworzył ze sterty złomu konstrukcję przypominającą metalowego potwora.
W porcie Piotruś spotyka Gatora. Przyznaje mu się, że bywa strachliwy. Gator opowiada mu o swojej pracy na odległej kolei w górach i przyznaje mu się, że on także czegoś się boi. Gator wyznaje, że ma lęk wysokości i boi się przejeżdżać przez wysokie mosty.
Po rozmowie z Gatorem, Piotruś staje się bardziej pewny siebie. Wieczorem wyznaje Tomkowi, że tej nocy sam będzie ciągnął pociąg pocztowy. Ciągle zły Kuba próbuje go przestraszyć i ostrzega go przed potworami. Nagle do hangaru przychodzi zawiadowca, który każe Kubie tej nocy ciągnąć za Henia Latającego Piklinga. Emilka, która słyszała żarty Kuby o strachliwości Piotrusia, złośliwie ostrzega czerwoną lokomotywę przed potworami. Zdenerwowany Kuba jedzie do portu, aby odebrać Latającego Piklinga.
Po zmroku Piotruś radośnie rozwozi pocztę i nie zauważa ani jednego potwora. Stwierdza, że Tomek i Gator mieli rację. Tymczasem Kuba szykuje się w porcie do wyruszenia w trasę z Latającym Piklingiem. Uważa, że został niesprawiedliwie potraktowany. Gdy Kuba wyrusza w drogę, spotyka na rozjeździe Gatora, którego wcześniej nie widział. Gatora nie widać w ciemności, gdyż ma uszkodzoną lampę. Gdy Gator wita się z Kubą, czerwona lokomotywa myśli, że jest on potworem. Wpada w panikę i ucieka. Kuba jedzie coraz szybciej po wyboistych szynach. Wykoleja się przed nierównym torem i wpada do wody. Podjeżdżają do niego Piotruś i Gator. Kuba uświadamia sobie, że Gator nie jest potworem i jest mu bardzo głupio.
Następnego dnia Kuba zostaje wyciągnięty z wody, a Gator rozpoczyna pracę na kolei grubego zawiadowcy. Wieczorem Kuba spotyka na stacji inne lokomotywy, które z niego żartują. Śmieją się z jego strachliwości. Wieczorem Piotruś ponownie radośnie wyrusza w trasę z pociągiem pocztowym. Kuba udaje, że śpi, a gdy inne lokomotywy zasypiają, dyskretnie wyjeżdża z Domkowa i jedzie za Piotrusiem, chcąc go przestraszyć. Kuba zabiera ze złomowiska metalowego potwora, którego wykonał Jaś, na wagonie platformowym i ustawia go na trasie Piotrusia, a następnie dyskretnie się wycofuje. Piotruś zauważa metalową konstrukcję w ciemnościach. Uderza w nią, a ta zaczyna się ruszać. Piotruś myśli, że to potwór, wpada w panikę i szybko ucieka. Kuba dyskretnie wraca do hangaru, a tuż po nim przyjeżdża tam przerażony Piotruś. Swoim krzykiem budzi przyjaciół. Kuba znowu śmieje się z jego strachliwości. Piotruś przestaje czuć się odważnym, a Tomek dokłada mu zmartwień, mówiąc mu, że nie wierzy w jego słowa.
Następnego dnia w hangarze zjawia się Pan Szyneczka i mówi lokomotywom, że ktoś w nocy zostawił na torach wagon ze stertą złomu. Kuba przyznaje się, że to on go zostawił i po niego jedzie, ale nie mówi przyjaciołom do czego go wykorzystał. Tymczasem Piotruś ponownie spotyka się z Gatorem. Dwie lokomotywy coraz bardziej się ze sobą zaprzyjaźniają. Razem radośnie przemierzają wyspę Sodor. W pewnym momencie Gator zatrzymuje się przed wiszącym mostem, największą budowlą tego typu na wyspie, gdyż ma lęk wysokości. Piotruś pomaga mu przezwyciężyć strach. Dwie lokomotywy przejeżdżają przez most i miło spędzają czas. Tomek jest smutny, że Piotruś woli teraz towarzystwo nie jego, tylko Gatora. Nagle Gator uświadamia sobie, że wkrótce z portu odpływa statek do jego kraju. Żegna się z Piotrusiem, zostawia go i szybko jedzie do portu. Piotruś jest smutny z tego rozstania.
Tymczasem Tomek zauważa Kubę pchającego metalowego potwora. Uświadamia sobie, że Kuba celowo przestraszył Piotrusia, wykorzystując stertę złomu. Tomek uświadamia Kubie, że Piotruś jest jego przyjacielem. Każe mu go znaleźć i go przeprosić, a także wyznać mu prawdę o potworze. Kuba bardzo niechętnie się zgadza.
Tomek spotyka Piotrusia na stacji. Słyszy, że zawiadowca oskarża go o spowodowanie zamieszania. Tomek próbuje powiedzieć Piotrusiowi prawdę o potworze, którego ten widział nocą. Piotruś jednak nie chce go znać i nie zamierza go słuchać. Szybko odjeżdża ze stacji. Wkrótce Piotrusia spotyka Kuba, który stara się mu przyznać do tego co zrobił zeszłej nocy. Niestety jego Piotruś także nie chce słuchać. Zielona lokomotywa mówi tylko, że kiedyś udowodni wszystkim jak bardzo potrafi być odważna. Wieczorem w Domkowie Tomek pyta się Kuby czy wyznał Piotrusiowi prawdę, a ten mówi mu, że chciał, ale Piotruś mu na to nie pozwolił. Lokomotywy zastanawiają się gdzie jest Piotruś. Myślą, że ten rozwozi pocztę, ale ich przypuszczeń nie potwierdza zawiadowca.
Tomek rozwozi pocztę za Piotrusia, jednocześnie szukając go. Spotyka Gatora, który mówi mu, że tej nocy opuszcza wyspę. Przybysz mówi też, że nie wie gdzie jest Piotruś. Żegna się z Tomkiem i jedzie do portu. Tymczasem w porcie Piotruś przekonuje Karolka, że zawiadowca kazał mu opuścić wyspę na statku Gatora. Karolek ładuje więc zieloną lokomotywę na statek. Wkrótce na statek trafia też Gator, który jest zdziwiony, że Piotruś płynie wraz z nim. Tomek i Kuba opuszczają Domkowo i wyruszają szukać Piotrusia. Myślą, że ten przebywa w fabryce porcelany. Nagle Tomek słyszy syrenę statku. Uświadamia sobie, że Piotruś może chcieć opuścić wyspę. Chce powiedzieć o tym Kubie, ale ten go nie słyszy. Tomek szybko jedzie do portu, a Kuba do fabryki.
Gdy Tomek wjeżdża do portu, statek zaczyna już odpływać. Tomek prosi o pomoc Karolka. Dźwig łapie swoim hakiem statek i próbuje sprowadzić go z powrotem na wybrzeże. Statek jest jednak silniejszy i zaczyna przewracać Karolka. Statek w ostatniej chwili się zatrzymuje i wraca do portu. Gdy zatrzymuje się na wybrzeżu, okazuje się, że Piotrusia nie ma na jego pokładzie. Jest tam tylko Gator, który zdołał przekonać Piotrusia do tego, aby nie opuszczał wyspy. Tomek zaczyna się zastanawiać co się stało z jego najlepszym przyjacielem.
Okazuje się, że Piotruś przebywa w fabryce porcelany. Próbuje odszukać potwora, którego ślady zauważył Tomek w fabryce. Chce w ten sposób udowodnić innym, że jest odważny. Piotruś spotyka Kubę, który nie wierzy w istnienie potwora. Chcąc udowodnić, że ma rację, mija w fabryce tablicę ostrzegającą przed niebezpieczeństwem. Tymczasem do fabryki dociera Tomek, nadal szukający Piotrusia. Piotruś martwiąc się o bezpieczeństwo Kuby, jedzie za nim. Kuba głośno gwiżdże i wywołuje lawinę. Skały zaczynają spadać na tory. Nagle Kuba zauważa potwora i zaczyna uciekać do tyłu. Zostaje jednak uwieziony przez spadające na tory skały. Tomek chce przybyć przyjaciołom z pomocą, ale drogę blokuje mu sterta kamieni. Piotruś postanawia być odważnym. Chcąc pomóc Kubie, popycha go i uwalnia go z pułapki. Na tory zaczyna spadać coraz więcej kamieni. Dwie lokomotywy zaczynają szybko uciekać, jadąc na oślep przed siebie. Kubie udaje się bezpiecznie uciec, ale lawina kamieni wyrzuca Piotrusia z torów. W jego stronę leci głowa potwora. Łapie ją Marianka, a Piotruś zostaje uratowany.
Piotruś i Marianka zauważają, że potwór, którego widział Kuba i głowa potwora, która o mały włos nie uderzyła w Piotrusia to fragmenty szkieletu dinozaura. Piotruś trafia do naprawy. Kuba dziękuje mu za pomoc i przyznaje się, że to on przestraszył go za pomocą metalowego potwora. Tomek przeprasza przyjaciela, że nie uwierzył mu, że widział potwora. Między trzema przyjaciółmi dochodzi do pojednania.
Szkielet dinozaura zostaje złożony i ustawiony przed ratuszem w miasteczku. Podczas przemówienia zawiadowca chwali Piotrusia za jego odwagę, ale zauważa jego nieobecność. Okazuje się, że Piotruś pojechał do portu aby pożegnać się z Gatorem. Karolek, który ucierpiał po próbie sprowadzenia statku z powrotem na wybrzeże, zostaje naprawiony. Gator trafia na statek, którym ma popłynąć do swojego kraju. Piotruś żegna się z nowym przyjacielem, który nazywa go odważnym. Piotruś jest smutny z powodu rozstania z Gatorem. Uświadamia sobie jednak, że swoich najlepszym przyjaciół ma wszędzie wokół siebie.

## Głosu Użyczyli

### Wersja angielska
- Mark Moraghan – narrator
- Ben Small – Tomek
- Keith Wickham – Edek, Henio, Gabryś, Kuba, Piotruś, Sylwek i Pan Szyneczka
- Steven Kynman – Porter
- Teresa Gallagher – Emilka, Ania i Klara
- Jonathan Broadbent – Wiluś i Benio
- Clive Mantle – Gator
- Tim Whitnall – Tymek i Jaś
- Olivia Colman – Marianka
- Matt Wilkinson – Kamil i Karolek
- Mike Grady – Sir Robert Norramby

### Wersja amerykańska
- Mark Moraghan – narrator
- Martin Sherman – Tomek i Piotruś
- William Hope – Edek
- Kerry Shale – Henio, Gabryś, Kuba, Kamil i Pan Szyneczka
- Jules de Jongh – Emilka
- Jonathan Broadbent – Wiluś i Benio
- David Menkin – Porter
- Clive Mantle – Gator
- Tim Whitnall – Tymek i Jaś
- Keith Wickham – Sylwek
- Olivia Colman – Marianka
- Teresa Gallagher – Ania i Klara
- Glenn Wrage – Karolek
- Mike Grady – Sir Robert Norramby

### Dubbing 1
Wystąpili:
- Stefan Knothe – Narrator
- Janusz Zadura – Tomek
- Grzegorz Drojewski – Piotruś
- Cezary Kwieciński – Henio
- Waldemar Barwiński – Kuba
- Sławomir Pacek – Gabryś
- Zbyszek Konopka – Bosman
- Marek Bocianiak – Wiluś
- Wojciech Chorąży –
  - Edek,
  - Benio
- Grzegorz Kwiecień – Tymek
- Jacek Król – Jaś
- Mikołaj Klimek – Gruby Zawiadowca
- Joanna Pach-Żbikowska – Emilka
- Ewa Serwa – Klara
- Zuzanna Galia – Ania
- Klaudiusz Kaufmann – Karolek
- Artur Pontek – Kamil
- Miłogost Reczek –
  - sir Robert Norramby,
  - Porter
- Łukasz Talik – Gator (Gerald)
- Beata Wyrąbkiewicz – Marianka

Opracowanie wersji polskiej: Start International Polska

Reżyseria: Paweł Galia

Dźwięk i montaż: Hanna Makowska

Kierownictwo produkcji: Anna Krajewska

Tekst polski i teksty piosenek: Jakub Osiński

Piosenki: „Potwory są wszędzie”, „Opowieść o odwadze”, „Dzielny bądź!” wykonali: Adam Krylik, Krzysztof Pietrzak
Lektor tytułu: Stefan Knothe

### Dubbing 2
Opracowanie wersji polskiej: Start International Polska na zlecenie Canal+

Wystąpili:
- Janusz Zadura – Tomek
- Przemysław Glapiński – Gruby Zawiadowca
- Artur Kaczmarski – Kamil
- Stefan Knothe –
  - Narrator,
  - Wiluś
- Waldemar Barwiński – Kuba
- Grzegorz Drojewski –
  - Piotruś,
  - Jaś

oraz:
- Wojciech Chorąży – Edek
- Wojciech Paszkowski – Benio
- Artur Dziurman –
  - Porter,
  - Henio,
  - Gabryś,
  - Karol
- Andrzej Warcaba – sir Robert Norramby
- Joanna Pach – Emilka
- Bartosz Wesołowski – Gator (Gerald)
- Józef Pawłowski – Tymek
- Beata Wyrąbkiewicz – Marianka
- Agnieszka Kunikowska – Ania

i inni
Lektor:
- Daniel Załuski,
- Stefan Knothe (piosenki)

### Lektor Puls 2, Polsat JimJam, DVD
Wersja polska: STUDIO PUBLISHING

Tekst: Joanna Drozd

Czytał: Stefan Knothe